# Maggie Simpsonová v předaleké galaxii
Maggie Simpsonová v předaleké galaxii (v anglickém originále Maggie Simpson in "Rogue Not Quite One") je americký animovaný komediální krátký film z roku 2023 založený na animovaném televizním seriálu Simpsonovi.  Film režíroval David Silverman a byl vydán 4. května 2023 na Disney+ v rámci oslav Dne Star Wars. Film byl poprvé oznámen 2. května 2023 společně s vydáním propagačních plakátů. Anglický název odkazuje na film z roku 2016 Rogue One: Star Wars Story.
Po filmech Maggie zasahuje (2012), Rande s osudem (2020) a Síla se probouzí po šlofíku (2021) se jedná se o čtvrtý krátký film série Maggie Simpsonová v… (Maggie Simpson in…).